# Giuseppe Mazzini
Giuseppe Mazzini, italijanski revolucionar, domoljub, politik, novinar in filozof, * 22. julij 1805, Genova, † 10. marec 1872, Pisa, Kraljevina Italija.

## Združitev Italije (Risorgimento)
Giuseppe Mazzini se je leta 1830 pridružil karbonarom. Kmalu je moral bežati v Francijo in nato v Švico, od koder je poslej vodil mladino in jo navduševal za upor. Najprej so se leta 1833 odzvali nekateri izobraženci in pripadniki vojske v Torinu in Genovi, a upor je bil odkrit in še pred začetkom zatrt, njegovi pripadniki pa strogo kaznovani. Leta 1834 je načrtoval napad na Savojce in istočasno ljudsko vstajo v Genovi, a oba podviga sta bila neuspešna. Razne vstaje drugod po polotoku (na Siciliji, v Abrucih, v Lombardiji in v Toskani) so bile prav tako zatrte.
Na jugu dežele sta bila aktivna brata Bandiera in Carlo Pisacane, a njun upor je bil zadušen v krvi.